# Oratori dels Borja
L'Oratori dels Borja, anomenat també Ermita de la Santa Creu, o església, oratori de la Torre de Canals. L'oratori formava part del conjunt palatí dels Borja, i es va aixecar sota l'advocació de la Veracreu. Arquitectònicament s'enquadra en l'estil "gòtic de conquesta". Presenta una única nau de planta rectangular, amb capçalera plana, construïda amb murs de pedra i morter, coberta a quatre aigües sustentada per dos arcs de diafragma recolzats en pilastres. El sostre era de fusta, encara que només parcialment.
L'oratori pot datar-se a finals del segle xiv, i està situat al carrer de Calixt III, del municipi de Canals. Després de ser restaurat es van poder recuperar un conjunt de pintures murals de gran valor. Aquestes representen les figures de Josep de Natzaret amb el Nen, i de sant Vicent Ferrer amb Calixt III de nen i de sant Francesc de Borja, amb inscripcions al·lusives, en castellà i valencià de l'època. Les pintures són d'estil barroc, encara que té juxtaposicions renaixentistes com a conseqüència d'intervencions realitzades en 1721. En 1878 després d'una intervenció, es va perdre un escut d'armes dels Borja.
És un Bé de Rellevància local del municipi de Canals, amb codi 46.23.081-002